# Arlette Andersen
Arlette Andersen (født Arlette Lévy, 18. juni 1924 i Paris, død 23. august 2022 i Fredericia) var en fransk-dansk Holocaust-overlevende, foredragsholder, og gymnasielærer, der i slutningen af Anden Verdenskrig var interneret i Auschwitz.

## Anden Verdenskrig
Den 25. november 1943 blev den 19-årige Arlette Lévy arresteret i Clermont-Ferrand på grund af sin jødiske herkomst, i forbindelse med en nazistisk-udført razzia på byens universitet (fr). Få måneder efter, i januar 1944, blev hun deporteret til koncentrationslejren Auschwitz i det besatte Polen, hvor hun fik nummeret 74.853 tatoveret på sin arm og blev tvunget til at udføre hårdt manuelt arbejde i vinterkulden. Med hjælp fra en medfange, ingeniøren Jacques Stroumsa, blev hun dog ansat på en våbenfabrik lidt uden for lejren, hvor arbejdets art ikke var lige så udmattende.
På grund af Den Røde Hærs fremmarch i januar 1945 måtte Arlette Lévy deltage i flere såkaldte dødsmarcher, hvor de internerede blev overført til andre lejre på gåben. Det var under en af disse marcher, at Arlette Lévy blev befriet af de fremrykkende sovjetiske styrker. På dette tidspunkt var hun meget udhungret, og da hun i maj samme år ankom til Paris, hvor hun blev genforenet med sine forældre, vejede hun blot 30 kg.

## Danmark
I 1952 kom Arlette Lévy til Danmark, hvor hun giftede sig med den danske Ole Andersen. Parret fik to børn, og i årene 1961-1994 virkede Arlette Andersen som gymnasielærer på Fredericia Gymnasium. I mange år efter krigen fortiede Arlette Andersen sine oplevelser i Auschwitz. Hun holdt sit første foredrag i 1990 – 45 år efter krigens afslutning – som reaktion på Holocaust-benægtelser fremsat af den franske politiker Jean-Marie Le Pen. Sidenhen holdt hun over 400 foredrag landet over.
Journalisten Morten Vestergaard har skrevet bogen Pigen fra Auschwitz (2011), der fortæller Arlette Andersens historie på baggrund af interviews. En anden journalist, Thomas Kvist Christiansen, lavede filmen Arlette: en historie vi aldrig må glemme (2017) og skrev bogen Vi er her for at dø (2020) om Arlette Andersen. 
Hun døde 23. august 2022, 98 år gammel.

## Reflist
1. ↑  https://www.dr.dk/nyheder/seneste/arlette-overlevede-auschwitz-og-doedsmarch-nu-er-hun-sovet-ind-98-aar-gammel
2. ↑  "Arlette Andersen", afdoede.dk, hentet 24. august 2022